# Rosina Lhévinne
Pour les articles homonymes, voir Lhévinne.
Rosina Lhévinne (née Bessie, en russe : Розина Яковлевна Левина), née le 29 mars 1880 à Kiev, Russie (maintenant en Ukraine) et morte le 9 novembre 1976 à Glendale (Californie), est une pianiste et pédagogue russe.

## Biographie
Rosina Bessie est la fille et le seul enfant de Jacques Bessie, un riche joaillier issu d'une famille hollandaise juive qui avait émigré en Russie pour son commerce. La jeune Rosina a commencé à étudier le piano à l'âge de six ans avec un professeur à Moscou, où la famille s'était installée peu après sa naissance. Lorsque son professeur est tombé malade, un ami de la famille a suggéré qu'elle continue ses études avec Josef Lhévinne, un étudiant talentueux du Conservatoire de Moscou, de cinq ans plus âgé que Rosina.

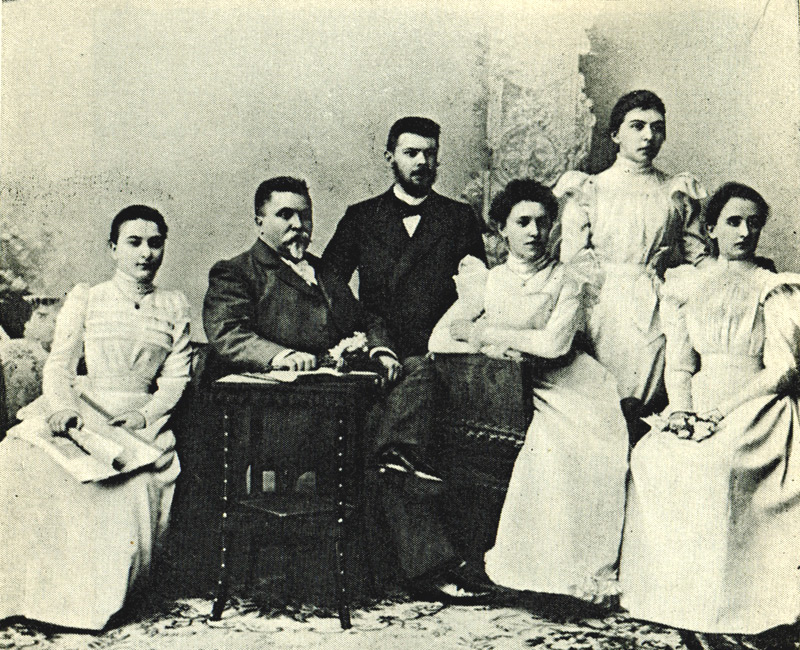
Vassili Safonov (1852—1918) avec ses élèves du Conservatoire de Moscou, sur la gauche: Rosina Lhévinne.

Elle a manifesté un talent remarquable, et quelques années plus tard, elle a été admise au Conservatoire, où elle a étudié avec le professeur de Lhévinne, Vassili Safonov. En 1898, elle a remporté la médaille d'or de piano, et cette année-là, elle a épousé Josef Lhévinne. Comme la carrière de concertiste de Joseph était déjà bien commencée, Rosina a décidé qu'elle allait renoncer à ses ambitions d'être une artiste soliste. Elle limiterait ses activités pour se consacrer à l'enseignement tout en donnant des concerts à deux pianos avec son mari - une décision qu'elle a maintenue jusqu'au décès de son mari en 1944. Ensemble, ils ont vécu et enseigné à Moscou, Tbilissi, la Géorgie, puis à Berlin avant d'émigrer après la Première Guerre mondiale et la Révolution russe à New York, où ils ont rejoint la faculté de l'Institute of Musical Art qui est devenu plus tard la Juilliard School. Josef et Rosina Lhévinne ont eu deux enfants, Constantine « Don » Lhévinne et Marianna Lhévinne Graham.
Elle compte parmi ses élèves les pianistes américains Daniel Pollack et Van Cliburn ainsi que Marek Jablonski, John Browning, Walter Buczynski (en), Olegna Fuschi, Tong-Il Han (en), Anthony & Joseph Paratore (en), Misha Dichter, Edward Auer, Santos Ojeda, Joel Ryce-Menuhin (en), Garrick Ohlsson, John Williams.
En 1949, Mme Lhévinne revint sur sa décision de ne plus jouer en public en tant que soliste. C'est ainsi que dans les années 1970 elle fit une remarquable série d'apparitions, d'abord en collaboration avec le Quatuor Juilliard, puis dans des concertos lors du Festival de musique d'été d'Aspen. Son plus grand moment en tant que soliste est intervenu en janvier 1963, âgée de 82 ans, dans un concert avec l'Orchestre philharmonique de New York sous la direction de Leonard Bernstein où elle a joué le concerto pour piano nº 1 de Chopin, un morceau qu'elle avait présenté pour obtenir son diplôme du Conservatoire de Moscou 65 années plus tôt. Il existe des enregistrements à la fois du Concerto de Chopin et du Concerto en ut majeur, K. 467 de Mozart.
Madame Lhévinne a continué à enseigner à la Juilliard School et à l'université de Californie du Sud à Los Angeles jusqu'à son décès à l'âge de 96 ans.